# گنگژچوو
گنگژچوو (به لاتین: Gnieżdżewo) یک روستا در لهستان است که در گمینا پوتسک واقع شده‌است. گنگژچوو ۱٬۱۱۳ نفر جمعیت دارد.